# Wireless Wide Area Network
Wireless Wide Area Network (WWAN – engl. für „Drahtloses Weitverkehrsnetz“ oder „Weitverkehrsfunknetz“) bezeichnet ein weites Funknetz. Es stellt das Funkpendant zum WAN (Wide Area Network) dar. Im Gegensatz zum WLAN (Wireless Local Area Network) werden mit dem WWAN größere Reichweiten (im Freien) gedeckt. Die Signale werden mittels elektromagnetischer Wellen über Antennenfunkmasten ins Freie abgestrahlt. Die Frequenzen bewegen sich im unteren Gigahertzbereich. Zu diesem Zweck werden spezielle Modulationsverfahren eingesetzt.
Unter den Oberbegriff WWAN fallen unter anderem die Funknetztypen WiMAX, GSM, UMTS und LTE. Sie werden derzeit vorwiegend für Mobiltelefone, Tabletcomputer und Notebooks verwendet. Im Zusammenspiel mit Notebooks werden üblicherweise „USB-Surfsticks“, die zuweilen auch als „USB-Wireless-Modems“ bezeichnet werden, verwendet. Die Surfsticks sind üblicherweise so gebaut, dass sie außer dem außen liegenden USB-Schnittstellen-Stecker in ihrem Inneren eine Sendeempfangseinheit sowie einen Steckplatz zur Aufnahme einer Telekommunikations-SIM-Karte besitzen, für die in der Regel gegenüber einem Provider, der solche SIM-Karten ausgibt, Gebühren entrichtet werden müssen. Im Hintergrund läuft in der Regel ein Vertrag zwischen Telekommunikationsnutzer und Provider. Eine häufig vorkommende Nutzungsabsicht besteht darin, über die Telekommunikationsverbindung drahtlos mit dem Internet verbunden zu sein, um darin zu surfen oder darin Erledigungen nachzugehen. Zu diesem Zweck stellt der Provider in der Regel einen oder mehrere Server bereit, von denen aus man in das Netz gelangen kann.